# Pracht-Paradieselster
Die Pracht-Paradieselster (Astrapia splendidissima), auch Pracht-Astrapia genannt, ist eine Vogelart aus der Familie der Paradiesvögel (Paradisaeidae). Sie kommt ausschließlich in einem sehr kleinen Gebirgsgebiet im Westen von Neuguinea vor. Sie gehört zu den Paradiesvögeln, bei denen beide Geschlechter ein verlängertes mittleres Steuerfederpaar aufweisen.
Die Bestandssituation der Pracht-Paradieselster wird von der IUCN als ungefährdet (least concern) eingestuft. Es werden zwei Unterarten unterschieden.

## Beschreibung

### Körperbau und -maße
Die Männchen der Fächer-Paradieselster erreichen ohne das verlängerte mittlere Steuerfederpaar eine Körperlänge von 39 Zentimeter, wovon das Schwanzgefieder bis auf die verlängerten mittleren Steuerfedern eine Länge von 14,8 bis 17,5 Zentimeter hat. Das mittlere Steuerfederpaar hat eine Länge von 19 bis 21,3 Zentimeter.
Die Weibchen haben gleichfalls ein langes Schwanzgefieder mit einem mittleren Steuerfederpaar, das über das übrige Schwanzgefieder herausragt. Ohne das verlängerte, mittlere Steuerfederpaar erreichen sie eine Körperlänge von 37 Zentimeter. Davon entfallen 16,6 bis 20,4 Zentimeter auf das normale Schwanzgefieder. Das mittlere Steuerfederpaar erreicht bei ihnen eine Länge von 18,3 bis 23 Zentimeter. Der Schnabel hat eine Länge von 3,7 bis 4,2 Zentimeter. Sie wiegen zwischen 108 und 151 Gramm.

### Männchen
Der Scheitel, der Nacken und der Mantel sind metallisch glänzend gelblich grün. Das Kinn und die Kehle sind metallisch blaugrün und haben bei bestimmten Lichtverhältnissen tiefblaue bis violette Schlaglichter. Der Rücken ist samtschwarz mit einem magentafarbenen Schimmer. Der Rumpf und die Oberschwanzdecken sind mattschwarz. Die Flügel sind dunkel graubraun mit einem teilweise tief dunkelblauen Schimmer. Von den Steuerfedern haben die mittleren vier Paare eine individuell unterschiedlich große weiße Basis und teils weiße Federschäfte. Davon abgesehen sind die Federschäfte schwarzbraun mit einem leichten magenta-Glanz auf den schwarzen, breit spatelförmigen Spitzen des mittleren Steuerfederpaars.
Auf der Brust verläuft ein breites, stark metallisch glänzendes bronzerotes Band, das an den Brustseiten entlang bis knapp unter die Augen verläuft. Die übrige Körperunterseite ist ölig glänzend dunkelgrün. An den Seiten glänzen einzelne Federn limonengrün. Die Schenkel, der Bürzel und die Unterschwanzdecken sind matt schwarzbraun. Der Schnabel ist glänzend schwarz, die Iris ist dunkelbraun bis schwarzbraun, die Beine und Füße sind bleigrau.
In ihrem ersten Lebensjahr ähneln die Männchen zunächst den adulten Weibchen und wechseln dann allmählich in das Gefieder der adulten Männchen.

### Weibchen
Das Weibchen ist etwas matter als das Männchen gefiedert. Der Kopf, der Nacken und die Kehle sind schwarzbraun mit einem matten blaugrünen Glanz. Einige Individuen sind im Nacken dunkel kastanienbraun. Der Mantel, der Rücken und die Flügel sind dunkel graubraun, der Rumpf und die Oberschwanzdecken sind etwas heller. Die Vorderbrust ist dunkel graubraun. Die übrige Körperunterseite ist hellbräunlich, der Farbton kann bei einigen Individuen ein helles rotbräunlich sein.

## Verbreitungsgebiet, Unterarten und Lebensraum
Die Pracht-Paradieselster kommt im Westen Neuguineas vor, wo sie die Hochgebirge im Landesinneren besiedelt. Es werden die zwei folgenden Unterarten unterschieden:
- A. s. splendidissima – Rothschild, 1895 – Von den Weylandbergen als westlichstes Verbreitungsgebiet und dem Charles Louis-Gebirge bis zu den Paniai-Seen.
- A. s. helios – Mayr, 1936 – Das Verbreitungsgebiet reicht vom Osten der Paniai-Seen bis zu den Hindenburg-Bergen und mindestens dem Victor Emanuel-Gebirge. Die östliche Verbreitungsgrenze ist noch nicht völlig sicher.

Das Verbreitungsgebiet reicht teilweise an das der Schmalschwanz-Paradieselster heran. Die Pracht-Paradieselster kommt in ihrem Verbreitungsgebiet in Höhenlagen zwischen 1750 und 3450 Meter vor, wobei sie am häufigsten zwischen 2100 und 2700 Höhenmetern anzutreffen ist. Sie besiedelt hier Bergwälder bis zur Baumgrenze. Sie kommt auch an Waldrändern vor und ist auch in Sekundärwald anzutreffen. Es sind vermutlich Standvögel.

## Nahrung
Die Pracht-Paradieselster frisst Früchte, Wirbellose und kleine Wirbeltiere wie Frösche und Eidechsen. Ihre Nahrung findet sie in einem Bereich, der von drei Meter über dem Erdboden bis in die Baumkronen reicht. Sie wurde mehrfach dabei beobachtet, wie sie moosbedeckte Äste und Baumstämme systematisch nach animalischer Kost abgesucht hat. Der Mageninhalt eines Weibchens enthielt aber auch zahlreiche Samen von Schraubenbäumen. Daneben spielen aber auch die Früchte von Strahlenaralien in ihrer Ernährung eine größere Rolle.

## Fortpflanzung
Die Fortpflanzungsbiologie der Pracht-Paradieselster ist bislang nur wenig erforscht. Sie ist mit großer Wahrscheinlichkeit polygyn, das heißt, ein Männchen paart sich nach Möglichkeit mit mehreren Weibchen. Die Weibchen ziehen den Nachwuchs alleine groß. Das Balzverhalten ist unbekannt. Es wurden lediglich einmal im November vier Männchen beobachtet, die jeweils exponiert auf Ästen in einem Abstand von etwa 40 Metern saßen und laut riefen. Die Rufe anderer Individuen waren vernehmbar, aber die Vögel nicht sichtbar. Es fanden sich nach circa 10 Minuten zwei Individuen im Federkleid von Weibchen ein. Da noch nicht geschlechtsreife junge Männchen zunächst Weibchen ähneln, lässt sich hier nicht mit Sicherheit sagen, dass es sich um Weibchen handelt.
Nest, Gelegegröße, Brutzeit und die Entwicklung der Jungvögel sind bislang noch unbekannt.

## Pracht-Paradieselstern und Menschen
Die Bälge und Federn von Paradiesvögeln werden von indigenen Völkern Neuguineas zu Kopf- und Körperschmuck verarbeitet. Die Pracht-Paradieselstern scheint dabei zu den Arten zu zählen, die weniger geschätzt und damit auch seltener gejagt werden.

## Einzelbelege
1. 1 2 3 4 5   Handbook of the Birds of the World zur Pracht-Paradieselster, aufgerufen am 12. Juli 2017
2. 1 2 3   Frith & Beehler: The Birds of Paradise - Paradisaeidae. S. 255.
3. ↑   Frith & Beehler: The Birds of Paradise - Paradisaeidae. S. 253.
4. 1 2   Frith & Beehler: The Birds of Paradise - Paradisaeidae. S. 254.
5. ↑   Frith & Beehler: The Birds of Paradise - Paradisaeidae. S. 257.